# Johannes Meisenheimer
Johannes Meisenheimer, född 30 juni 1873 i Griesheim, Hessen-Nassau, död 24 februari 1933 i Leipzig, var en tysk zoolog.
Meisenheimer blev extra ordinarie professor i fylogenetisk zoologi vid Jena universitet 1910 och professor i zoologi vid Leipzigs universitet 1914. Han publicerade flera undersökningar av framstående betydelse, särskilt beträffande de lägre djurens embryologi och i experimentell biologi, till exempel Geschlecht und Geschlechter im Tierreiche I (1921).